# Across to Singapore
Across to Singapore (bra: Procelas do Coração) é um filme mudo estadunidense de 1928, dos gêneros drama romântico e aventura, dirigido por William Nigh, estrelado por Ramón Novarro, e co-estrelado por Joan Crawford e Ernest Torrence. O roteiro de Ted Shane e Richard Schayer retrata um triângulo amoroso entre uma mulher e dois irmãos a bordo de um navio em Singapura, e foi baseado no romance "All the Brothers Were Valiant" (1919), de Ben Ames Williams.
Este foi o segundo filme baseado no romance de 1919. O primeiro, "All the Brothers Were Valiant" (agora perdido), foi lançado em 1923; e o terceiro, que possui o mesmo nome do primeiro, foi lançado em 1953.

## Sinopse
Em 1857, Joel Shore (Ramón Novarro), o despreocupado filho mais novo de uma família de marinheiros, possui uma amizade tentadora com Priscilla Crowninshield (Joan Crawford), e acaba se apaixonando por ela. No entanto, sem o conhecimento do rapaz, Priscilla estava noiva do irmão muito mais velho de Joel, Mark (Ernest Torrence). O casamento é anunciado na igreja como uma surpresa, e todos – inclusive Priscilla – ficam chocados com a repentina revelação.
Mark, capitão de um navio, navega para Singapura, acompanhado por Joel e seus outros irmãos. Priscilla diz a Joel que não tinha ideia do casamento e tenta beijá-lo, mas o rapaz fica magoado e rejeita os avanços de Priscilla antes de ir embora. Ao mesmo tempo, Mark, bravo por Priscilla estar o desprezando, bebe mais do que devia durante a viagem e começa a ter alucinações. Ele sente que Priscilla ama outra pessoa e ameaça ferir quem quer que seja esse outro alguém, mas Joel assegura a ele que a moça não ama ninguém além dele. Mark continua a beber quando chegam a Singapura, mas uma equipe conspiratória liderada por Finch (Jim Mason) deixa o país sem ele, com Mark se envolvendo numa briga de bar. Joel é algemado por supostamente não ter ajudado seu irmão durante a tal briga.
Chegando em casa, Joel é libertado; ele encontra Priscilla e, levando-a com ele, retorna para Singapura com a intenção de descobrir o que havia acontecido com seu irmão. Seis meses depois, os dois chegam até o país de destino e começam a procurar pelo homem.

## Elenco
- Ramon Novarro como Joel Shore
- Joan Crawford como Priscilla Crowninshield
- Ernest Torrence como Capitão Mark Shore
- Frank Currier como Jeremiah Shore
- Dan Wolheim como Noah Shore
- Duke Martin como Matthew Shore
- Edward Connelly como Joshua Crowninshield
- James Mason como Companheiro de Navio
- Anna May Wong como Mulher de Singapura (não-creditada)

## Recepção

### Bilheteria
De acordo com os registros da Metro-Goldwyn-Mayer, o filme arrecadou US$ 548.000 nacionalmente e US$ 333.000 no exterior, totalizando US$ 881.000 mundialmente. O retorno lucrativo da produção foi de US$ 591.000.